# Бабаджанов, Пулат Бабаджанович
Пула́т Бабаджа́нович Бабаджа́нов (15 октября 1930, Ура-Тюбе, Ленинабадская область, Таджикская ССР, СССР — 10 февраля 2023, Душанбе, Таджикистан) — советский и таджикский астроном, академик Академии наук Таджикской ССР.

## Биография
Родился в Ура-Тюбе (ныне — Истаравшан).
В 1949 окончил Ленинабадский государственный педагогический институт.
В 1951—1954 — аспирант ГАИШ.
С 1954 работает в Институте астрофизики АН ТаджССР, в 1959—1971 и 1992—2002 — директор, с 1971 возглавляет отдел метеорной астрономии; в 1963—1967 руководил строительством Гиссарской обсерватории этого института.
В 1971—1982 — ректор Таджикского университета. Академик Академии наук Таджикской ССР (1973).
В 1980—1989 член Президиума Академии наук Таджикской ССР, в 1986—1989 вице-президент Академии наук Таджикской ССР.
С 2003 почетный директор Института астрофизики и советник Президиума Академии наук Республики Таджикистан.

## Научные труды
Основные труды в области метеорной астрономии. Определил орбиты более 400 метеоров, открыл свыше 20 новых метеорных потоков — ассоциаций. Изучал структуру и происхождение метеорных потоков, особенности распределения орбит метеорных тел в межпланетном пространстве. В соответствии с международными программами провел в 1957—1959 исследование физических параметров верхних слоев земной атмосферы в метеорной зоне по результатам фотографических и радиолокационных наблюдений метеоров. Организовал советскую экваториальную экспедицию (Сомали, 1968—1970), которая осуществила цикл измерений дрейфа метеорных следов над экватором; в результате были получены экспериментальные данные о закономерностях движений верхней экваториальной атмосферы. Под его руководством создана аппаратура и разработаны методы для исследования физических явлений, сопровождающих полет метеорных тел в атмосфере, впервые в СССР проведены параллельные фотографические и радиолокационные наблюдения метеоров.

## Награды
- Орден Трудового Красного Знамени
- 2 ордена «Знак Почёта»
- 3 медали
- Лауреат Государственной премии имени Абу Али ибн Сино (1977)
- Лауреат премии Академии наук Республики Таджикистан им. академика С. У. Умарова (2003)
- Лауреат межгосударственной премии СНГ «Звёзды Содружества», в номинации за достижение в области науки и образования (2010)

Член Королевского астрономического общества (1994), в течение 2 лет являлся президентом Международной комиссии по метеорам, автор 18 изобретений.
В его честь назван астероид № 7164.